# Alexandra Kosteniuk
Alexandra Konstantinovna Kosteniuk (tiếng Nga: Алекса́ндра Константи́новна Костеню́к; sinh ngày 23 tháng 4 năm 1984) là một đại kiện tướng cờ vua người Nga và là nhà vô địch cờ vua nữ thế giới từ 2008 đến 2010. Cô là nhà vô địch cờ vua nữ châu Âu năm 2004 và là nhà vô địch cờ vua nữ Nga hai lần (năm 2005 và 2016). Kosteniuk đã giành được huy chương vàng đồng đội với đội tuyển Nga tại Thế vận hội cờ vua nữ các năm 2010, 2012 và 2014, Giải vô địch cờ vua đồng đội nữ thế giới 2017, và Giải vô địch cờ vua đồng đội nữ châu Âu các năm 2007, 2009, 2011, 2015 và 2017.

## Sự nghiệp cờ vua
Kosteniuk đã học chơi cờ vua từ năm 5 tuổi sau khi được cha dạy dỗ.

### 1994
Alexandra đã giành chiến thắng trước trong giải nữ U10 tuổi của Giải vô địch cờ vua trẻ châu Âu.

### 1996
Alexandra giành chiến thắng trong giải nữ U12 tại cả Giải vô địch trẻ châu Âu và Giải vô địch cờ vua trẻ thế giới. Năm mười hai tuổi, cô cũng trở thành nhà vô địch nữ của Nga trong môn cờ vua nhanh.

### 2001

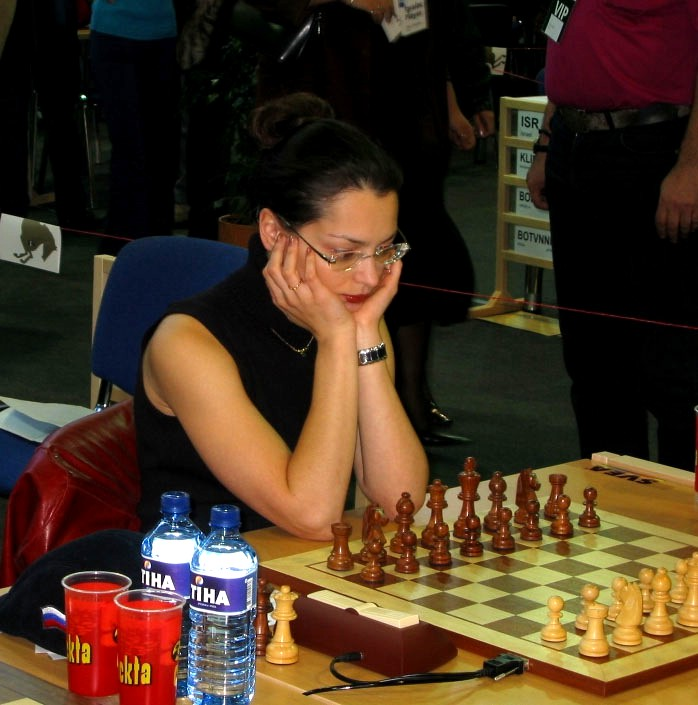
Kosteniuk tại Thế vận hội cờ vua lần thứ 35, Bled 2002

Năm 2001, ở tuổi 17, cô đã lọt vào trận chung kết Giải vô địch cờ vua nữ thế giới và bị Zhu Chen đánh bại.

### 2001-2004
Anh đã trở thành nhà vô địch cờ vua nữ châu Âu khi giành chiến thắng tại giải đấu ở Dresden, Đức. Nhờ thành tích này, vào tháng 11 năm 2004, cô đã được trao danh hiệu đại kiện tướng, trở thành người phụ nữ thứ mười nhận được danh hiệu cao nhất của Liên đoàn cờ vua thế giới (FIDE). Trước đó, cô cũng đã đạt được danh hiệu Woman Grandmaster năm 1998 và International Master năm 2000.

### 2005
Kosteniuk đã vô địch giải vô địch nữ toàn nước Nga.

### 2006-2008
Vào tháng 8, cô đã trở thành nhà vô địch thế giới phụ nữ đầu tiên thể loại cờ Chess960 sau khi đánh bại kỳ thủ nữ hàng đầu của Đức Elisabeth Pähtz với tỷ số 5½–2½. Cô bảo vệ thành công danh hiệu đó vào năm 2008 bằng cách đánh bại Kateryna Lahno 2½–1½.  Tuy nhiên, thành công lớn nhất của cô cho đến nay là giành được Giải vô địch cờ vua nữ thế giới 2008, đánh bại thần đồng trẻ Trung Quốc Hou Yifan trong trận chung kết với số điểm 2½–1½.  Sau đó cùng năm, cô đã giành chiến thắng trong giải đấu blitz cá nhân nữ trong Thế vận hội thể thao trí tuệ thế giới 2008 ở Bắc Kinh.

### 2010
Trong Giải vô địch cờ vua nữ thế giới 2010, cô đã bị á quân cuối cùng, Ruan Lufei loại ở vòng ba, và do đó mất danh hiệu của mình.

### 2013
Vào năm 2013, Kosteniuk đã trở thành người phụ nữ đầu tiên giành được chức vô địch ở "giải nam" (chính xác hơn: "giải mở cho bất kỳ giới tính nào") Giải vô địch cờ vua Thụy Sĩ. Cô cũng đã giành được danh hiệu vô địch Thụy Sĩ cho nữ, và do đó trở thành người đầu tiên giành được cả hai danh hiệu cờ vua quốc gia của phụ nữ và "nam giới" ở Thụy Sĩ.

### 2014
Vào năm 2014, Kosteniuk đã giành vị trí thứ nhất cùng với Kateryna Lagno trong Giải vô địch thế giới cờ nhanh cho nữ, được tổ chức tại Khanty-Mansiysk, và giành huy chương bạc khi so chỉ số phụ, do Lagno giành chiến thắng trong cuộc chạm trán trực tiếp với cô.

### 2015
Vào năm 2015, Kostenuk đã giành được giải vô địch cờ nhanh châu Âu ACP Women ở Kutaisi. Vào tháng 7 cùng năm, cô đã thua trận play-off vô địch Thụy Sĩ trước Vadim Milov, và được tuyên bố là nhà vô địch Thụy Sĩ cho nữ.

### 2016
Kosteniuk lại một lần nữa giành được giải vô địch cờ vua nữ toàn Nga.

### 2017
Năm 2017, cô đã giành được Giải vô địch Blitz dành cho nữ toàn châu Âu tại Monte Carlo.

### 2019
Vào cuối tháng 5, Alexandra phải đối mặt với kỳ thủ quốc tế người Mỹ gốc Ukraine Anna Zatonskih trong trận đấu tứ kết Giải vô địch cờ vua tốc độ nữ 2019, một cuộc thi đấu cờ nhanh và cờ chớp trực tuyến do Chess.com tổ chức. Kosteniuk đã thống trị trận đấu và giành chiến thắng với tổng điểm 20-8. Vào cuối tháng 11, Kosteniuk đã giành được chức vô địch cờ nhanh và cờ chớp nữ châu Âu tại Monaco . Vào tháng 12, cô đã chia sẻ vị trí đầu tiên trong chặng thứ hai của FIDE Women's Grand Prix 2019-20 tại Monaco.